# Almási Éva (színművész)
Almási Éva (Budapest, 1942. június 5. –) a Nemzet Színésze címmel kitüntetett, Kossuth- és Jászai Mari-díjas magyar színésznő, érdemes és kiváló művész, a Halhatatlanok Társulatának örökös tagja, Hajdúböszörmény város díszpolgára. Balázsovits Lajos színész özvegye, Balázsovits Edit színésznő édesanyja.

## Életpályája
Szülei Almási János (1907–1971) és Isza Margit voltak. A Színház- és Filmművészeti Főiskolán végzett 1965-ben.
Már 1960-tól játszott a Petőfi Színházban. Diplomaszerzése után a József Attila Színházhoz szerződött (1965–1968), majd 1968–1987 között a Madách Színházban szerepelt. 1987–1991 között a Vígszínház művésznője, majd négy évig (1991–1995) szabadfoglalkozású lett. 1989–1994 között az Aase-díj kuratóriumának tagja volt. 1995–1996-ban a szolnoki Szigligeti Színházhoz szerződött, azóta ismét szabadfoglalkozású.
2016. március 16-án választották a nemzet színészévé Psota Irén helyére, akinek az emlékére megalapította a Psota Irén-díjat.
Utolsó bemutatója 2016-ban volt a Győri Nemzeti Színházban.

## Szinkronszerepei
- A gyanúsított: Grace Comisky – E. Katherine Kerr
- A háborúnak vége: Nadine Sallanches – Geneviève Bujold
- A kaméliás hölgy: Marguerite Gautier – Greta Garbo
- A kétarcú asszony: Karin Borg Blake – Greta Garbo
- A más asszonya: Catherine Desjardins – Mireille Granelli
- A pap vége: Majka – Jana Brejchová
- A rend gyilkosai: Genevieve Saugeat – Françoise Gire
- Az édes élet: Emma – Yvonne Furneaux
- Az utazás: Adriana de Mauro – Sophia Loren
- Anna Karenina: Anna Karenina – Greta Garbo
- Asszonylázadás: Frenchy – Marlene Dietrich
- Csak egy dzsigoló: Frau von Przygodski, Paul anyja – Maria Schell
- Családi fészek: Kyoko – Hiroko Berghauer
- Csillag születik: Esther Hoffman – Barbra Streisand
- Egy kis előkelőség: Vicki Allessio – Glenda Jackson
- Funny Girl: Fanny Brice – Barbra Streisand
- Funny Lady: Fanny Brice – Barbra Streisand
- Hello, Dolly!: Dolly Levi – Barbra Streisand
- Kaliforniai lakosztály: Bettina Panama – Sheila Frazier
- Krisztina királynő: Krisztina királynő – Greta Garbo
- Londoni randevú: `Mrs.` Margaret Todhunter – Linden Travers
- Mezítláb a parkban: Corie Bratter – Jane Fonda
- Narancsos kacsasült: Lisa Stefani – Monica Vitti
- Négyszáz csapás: Gilberte Doinel, Antoine anyja – Claire Maurier
- Olivér és társai: Georgette (hangja) – Bette Midler
- Palimadarak: Norma – Rosanna Rory
- Színes fátyol: Katrin Koerber Fane – Greta Garbo
- Tisztes honpolgárok: Elena Bardi – Jennifer O’Neill
- Trapéz: Lola – Gina Lollobrigida
- Tűzsivatag: Leila – Claudia Cardinale
- Vágyakozás: Anna – Michèle Cordoue
- Antonius és Kleopátra: Kleopátra – Janet Suzman[9] (1977)

## Színpadi szerepei
- Saidy-Harburg: Szivárványvölgy....Dohányszedő lány/1. dohányszedőlány
- Jókai Mór: Gazdag szegények....Csicsonka
- Büchner: Danton halála....
- Maugham: Imádok férjhezmenni....Viktória
- Calderón de la Barca: A zalameai bíró....Inés
- Sartre: Az ördög és a jóisten....
- García Lorca: Rosita leányasszony....Nagynéni
- Heltai Jenő: Az ezerkettedik éjszaka....Leila
- Radnóti Miklós: Emlékezés Radnóti Miklósra....
- Szophoklész: Elektra....Elektra
- Anouilh: Becket avagy az Isten becsülete....Francia lány
- Priestley: A Conway család....Mrs. Conway
- Kállai István: Keménykalaposok....Éva
- Madách Imre: Az ember tragédiája....Hippia; Éva
- Gyárfás Miklós: Egérút....Mari
- Berkesi András: Húszévesek....A meditáló húszéves szerelme
- Bródy Sándor: A fejedelem....A fejedelemasszony
- Németh László: Petőfi Mezőberényben....Szendrey Júlia
- Barillet-Grédy: A kaktusz virága....Antonia
- Plautus: Szamárvásár....Philaenium
- Osztrovszkij: Farkasok és bárányok....Glafira; Meropa Murzaveckaja
- Anouilh: A barlang....Adéle
- Csizmarek Mátyás: Sztriptíz pesti módra....Csöpi
- Cooper: Az utolsó mohikán....Cora
- Molnár Ferenc: Előjáték Lear királyhoz....Helén
- Mesterházi Lajos: Férfikor....Anna
- Hubay Miklós: Nero játszik - a fenevad hét komédiája....Poppea
- Szakonyi Károly: Ördöghegy....Eszter
- Hubay Miklós: Antipygmalion....Lívia
- Terry: Viet-rock....
- Illés Endre: Törtetők....Dzsini
- Carlo Goldoni: Hotel "Mirandolina"....Csibi
- Gyurkovics Tibor: Estére meghalsz....Vivi
- Szomory Dezső: Hermelin....Maltinszky Manci
- Illés Endre: Festett egek....Gabi
- Karinthy Ferenc: Gellérthegyi álmok....Lány
- Wilder: Hosszú karácsonyi ebéd....Leonora
- Stoppard: Nagy szimat avagy az igazi mesterdetektív....Cynthia
- Thomas: Charley nénje....Kitty Verdun
- Gribojedov: Az ész bajjal jár....Szofja
- Németh László: Bodnárné....Cica
- Schiller: Ármány és szerelem....Lady Milford
- Móricz Zsigmond: Úri muri....Rozika
- Ibsen: Peer Gynt....Zöldruhás nő; Ingrid; Anitra; Második esztenás lány
- Vészi Endre: A hosszú előszoba....Tóth Rózsi
- Szenes Iván: Vízum nélkül... Álljunk meg egy pillanatra!....
- Szomory Dezső: II. Lajos király....Mária királyné
- Déry-Pós: Képzelt riport egy amerikai popfesztiválról....Eszter
- Bisson-Antony: Válni sem érdemes....Yvette
- William Shakespeare: Othello....Emilia
- Karinthy Ferenc: Hosszú weekend....Edit
- Móricz Zsigmond: A murányi kaland....Szécsi Mária grófnő
- Ibsen: Hedda Gabler....Hedda Gabler
- Illés Endre: Spanyol Izabella....Izabella
- Gorkij: Vássza Zseleznova....Rachel
- Akutagava: A vihar kapujában....Feleség
- Szabó Magda: Régimódi történet....Jablonczay Lenke
- Katona József: Bánk bán....Gertrudis
- Szakonyi Károly: A hatodik napon....Ditke
- Csehov: Három nővér....Mása
- William Shakespeare: Sok hűhó semmiért....Beatrice
- Szép Ernő: Patika....A postamesterné
- Schiller: Tell Vilmos....Hedvig
- William Shakespeare: A makrancos hölgy avagy Boszorkányszelídítés....Kata
- Csehov: Ványa bácsi....Jelena
- Eliot: Macskák....Grizabella
- Kaló Flórián: Egyedül....Zsuzsa
- Szophoklész: Tragoedia magyar nyelven, az Sophocles Electrájából....Clytamnestra
- Páskándi Géza: Szeretők a hullámhosszon....Hámorilla
- Stoppard: Íme egy szabad ember....Persephone
- William Shakespeare: Vízkereszt vagy amit akartok....Olívia
- Karinthy Ferenc: Hol az utca?....Zsuzsa
- Csehov: Cseresznyéskert....Ljubov Andrejevna
- Williams: A vágy villamosa....Blanche DuBois
- Vitrac: Viktor, avagy a gyerekuralom....Ida Mortemart
- Coward: Vidám kísértet....Ruth
- Enquist: A földigiliszták életéből....Johanne Luise Heiberg
- William Shakespeare: Harmadik Richárd/III. Richárd....Erzsébet; Margit
- Maugham: Csodás vagy, Júlia!....Júlia
- Misima: Sade márkiné....Montreuilné
- Slade: A férfi, akit szeretek....Prunella Somerset
- Strauß: Az idő és a szoba....Türelmetlen nő
- Schiller: Stuart Mária....Erzsébet
- Goldman: Az oroszlán télen....Eleonóra
- Schwajda György: Miatyánk....A szélmolnárné
- Albee: Kényes egyensúly....Ágnes
- Farrell-Heller: Baby Jane....Blanche Hudson
- Neil Simon: Mezítláb a parkban....Mrs. Bank
- Tabi László: Spanyolul tudni kell....Viola
- Springer-Kolozsi: Psota!....
- Szántó-Szécsén: Paprikás csirke....Valéria
- Michael Frayn: Kész komédia....
- Edward Albee: Nem félünk a farkastól....Martha
- Molnár Ferenc: A testőr....A mama
- John Steinbeck: Az Édentől keletre....Kate Ames
- Mark Ravenhill: Shopping and fucking....Brian
- Örkény István: Macskajáték....Orbánné
- Alan Bennett: Beszélő fejek....A levelek hölgye - Irene Ruddock
- Vörösmarty Mihály: Csongor és Tünde....Mirígy
- Andrew Berman: Társasjáték New Yorkban....Sophie
- Ahlfors: Az utolsó szivar....
- Verebes István: Remix....Zoé Marshall
- Forgách András: Léni, vagy nem Léni...
- Shaw-Lerner-Loewe: My Fair Lady...Mrs Higgins
- Presser Gábor-Adamis Anna: Popfesztivál 40.... Eszter
- Lengyel Menyhért: Róza ... Róza
- Hubay Miklós: Ők tudják, mi a szerelem ... Estella

## Színpadi rendezései
- Weingarten: A nyár (1996–1997)
- Szilágyi László: Mária főhadnagy (1998)
- Osborne: Dühöngő ifjúság (2003)

## Filmjei

### Játékfilmek
- Egy magyar nábob (1966)
- Lássátok feleim! (1967)
- A múmia közbeszól (1967)
- Próféta voltál szívem (1969)
- Hazai pálya (1969)
- Az örökös (1969)
- Sziget a szárazföldön (1969)
- Gyula vitéz télen-nyáron (1970)
- Vállald önmagadat (1974)
- Talpra, Győző! (1982)
- Kettévált mennyezet (1982)
- Idő van (1986)
- Sárkány és papucs (1989) – Guinevra királyné (hang)
- A Hídember (2002)
- Boldog születésnapot! (2003)

### Tévéfilmek
- Villon (1965)
- Különös házasság (1965)

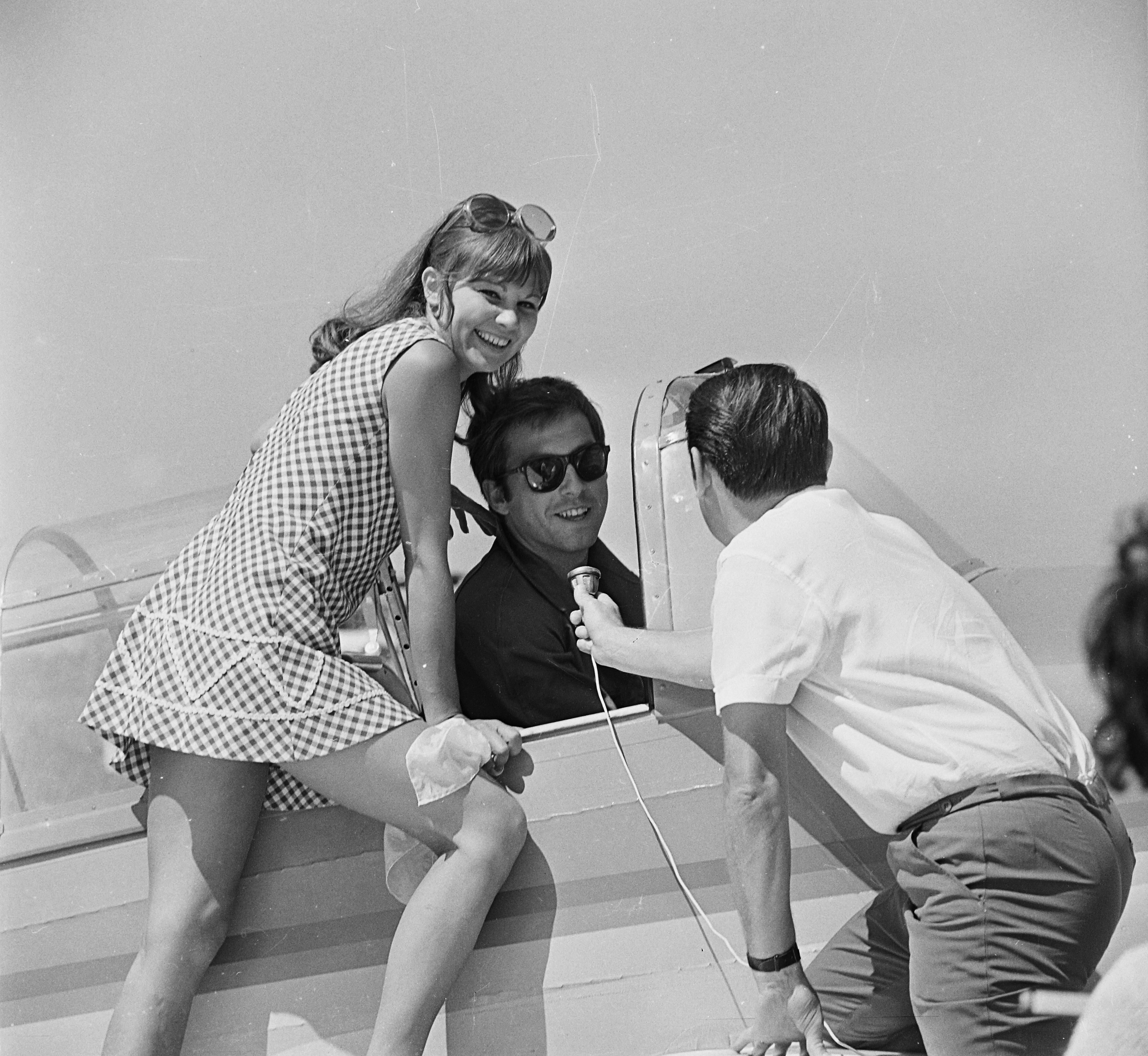
Almási Éva és Huszti Péter 1969-ben

- Ninocska, avagy azok az átkozott férfiak (1967)
- Nyaralók (1967)
- A ló is ember (1968)
- Wengráf (1968)
- Szende szélhámosok (1968)
- Az ember tragédiája (1969)
- Bors (1969–72)
- Házasodj, Ausztria! (1970)
- Őrjárat az égen 1–4. (1970)
- Vasárnapok (1971)
- A fekete város 1–7. (1971)
- Házasságtörés (1972)
- Gyilkosság a Maxime utcában (1972)
- Ejnye, Cecília! (1973)
- Megtörtént bűnügyek (1974)
- Veszélyes forduló (1974)
- A gyilkosok (1974)
- Utánam, srácok! (1975)
- Valaki (tévéjáték, 1975)
- A cárné összeesküvése (1976)
- Tisztesség mindenáron (1976)
- Peer Gynt (1977)
- Maya (1978)
- Mire megvénülünk 1–6. (1978)
- Merénylők (1979)
- Idegenek (1979)
- Családi kör (1980–89, 2000)
- A farkas (1980)
- Hogyan csináljunk karriert? (1981)
- A 78-as körzet (1982)
- A kegyenc (1983)
- II. József (1985)
- Villámfénynél (1985)
- A kertész kutyája (1985)
- Kaviár és lencse (1985)
- Tizenötezer pengő jutalom (1985)
- Kreutzer-szonáta (1986)
- Egy szerelem három éjszakája (1986)
- Charley nénje (1986)
- Bánk bán (1987)
- Társasjátékok (1992)
- Mohács (1996)
- Aranyoskáim (1996)
- A Nagyasszony (2002)
- A légópincétől a bányalóig (2002)
- A két Bolyai – Variációk egy drámára (2006)
- Beszélő fejek (2009)

## Hangjáték, Rádió
- Balogh László: Fekete tó, fekete ég (1967)
- Friedrich Dürrenmatt: A szamár árnyéka (1967)
- Miloslav Stehlik: A bizalom vonala (1968)
- Csokonai Vitéz Mihály: Karnyóné, vagyis a vénasszony szerelme (1969)
- Hilda Lawrence: Sárga kesztyűk (1970)
- Ödön von Horváth: Kazimir és Karolina (1970)
- Remenyik Zsigmond: Jordán Elemér első hete a túlvilágon (1970)
- Schiller, Friedrich: Tell Vilmos (1970)
- Harmath Judit: A tábornok, akinek golyó van a fejében (1971)
- Kane, Henry: A nevem: Chambers (1971)
- Vészi Endre: A konzervmester vasárnapja (1971)
- Könyörgés a Naphoz: Grúz költészet (1972)
- Stendhal: A besanconi vádlott (1972)
- Jókai Anna: Általános foglalkoztató (1973)
- Kolin Péter : A vaslovag (1974)
- Cooper, Giles: Őrség a hegyen (1976)
- Mesterházi Lajos: Regále (1976)
- Barca, Pedro Calderon de la: Az élet álom (1977)
- Naughton, Bill: Késő éjjel a Watling Streeten (1977)
- John Arden: Zsákos ember terhe (1977)
- Tolsztoj, Lev: Anna Karenina (1977)
- Csurka István: Defenzív vezetés (1978)
- Kazarosz Aghajan: Anahit (1978)
- Görgey Gábor: Hosszú telefon (1979)
- Vészi Endre: A sárga telefon (1979)
- E.T.A. Hoffmann: Az arany virágcserép (1982)
- Iván Radoev: Az emberevő (1982)
- Alexandre Dumas, Ifj.: A kaméliás hölgy (1983)
- Georges-Emmanuel Clancier: Tétova szeretők (1984)
- Rozewicz, Tadeusz: Az éhezőművész elmegy (1984)
- Balázs Attila: Mont Blanc hava (1987)
- Krúdy Gyula: A vörös postakocsi (1988)
- Erdődy János: Barberina, Európa csillaga (1991)
- Spiró György: Gyászhuszár Kft. (1992)
- Németh László: Az írás ördöge (1995)
- Vaszary János: Féltékenység (1997)

## Díjai, elismerései
- Jászai Mari-díj (1973)
- Érdemes művész (1978)
- Kiváló művész (1986)
- Kossuth-díj (1997)
- Örökös tag a Halhatatlanok Társulatában (1997)
- A Magyar Köztársasági Érdemrend középkeresztje (2002)
- A Nemzet Színésze (2016)
- Hajdúböszörmény díszpolgára (2023)[10]